# Draba yueii
Draba yueii är en korsblommig växtart som beskrevs av Al-shehbaz. Draba yueii ingår i släktet drabor, och familjen korsblommiga växter. Inga underarter finns listade i Catalogue of Life.